# جسر لسبيله
جسر لسبيله يقع في حي لسبيله بمدينة لياكواتاباد في كراتشي السند في باكستان. يقع جسر لسبيله فوق نهر لياري وهو أحد أهم الجسور في كراتشي.
كان والي لسبيله حاكماً لولاية لاس بيلا في بلوشستان الباكستانية. كان لوالي أحد مقر إقامه أو قنصليه رسمية بالقرب من نهر لياري قبل استقلال باكستان. ارتبطت المنطقة اسم والي لسبيله وكانت تعرف باسم لسبيله. عُرف الجسر المشيد حديثًا في المنطقة الواقعة على نهر لياري باسم جسر لسبيله.